# Neotanypeza abdominalis
Neotanypeza abdominalis is een vliegensoort uit de familie van de langpootvliegen (Tanypezidae). De wetenschappelijke naam van de soort werd voor het eerst geldig gepubliceerd in 1830 door Christian Rudolph Wilhelm Wiedemann.